# Tramvajová doprava v Ústí nad Labem

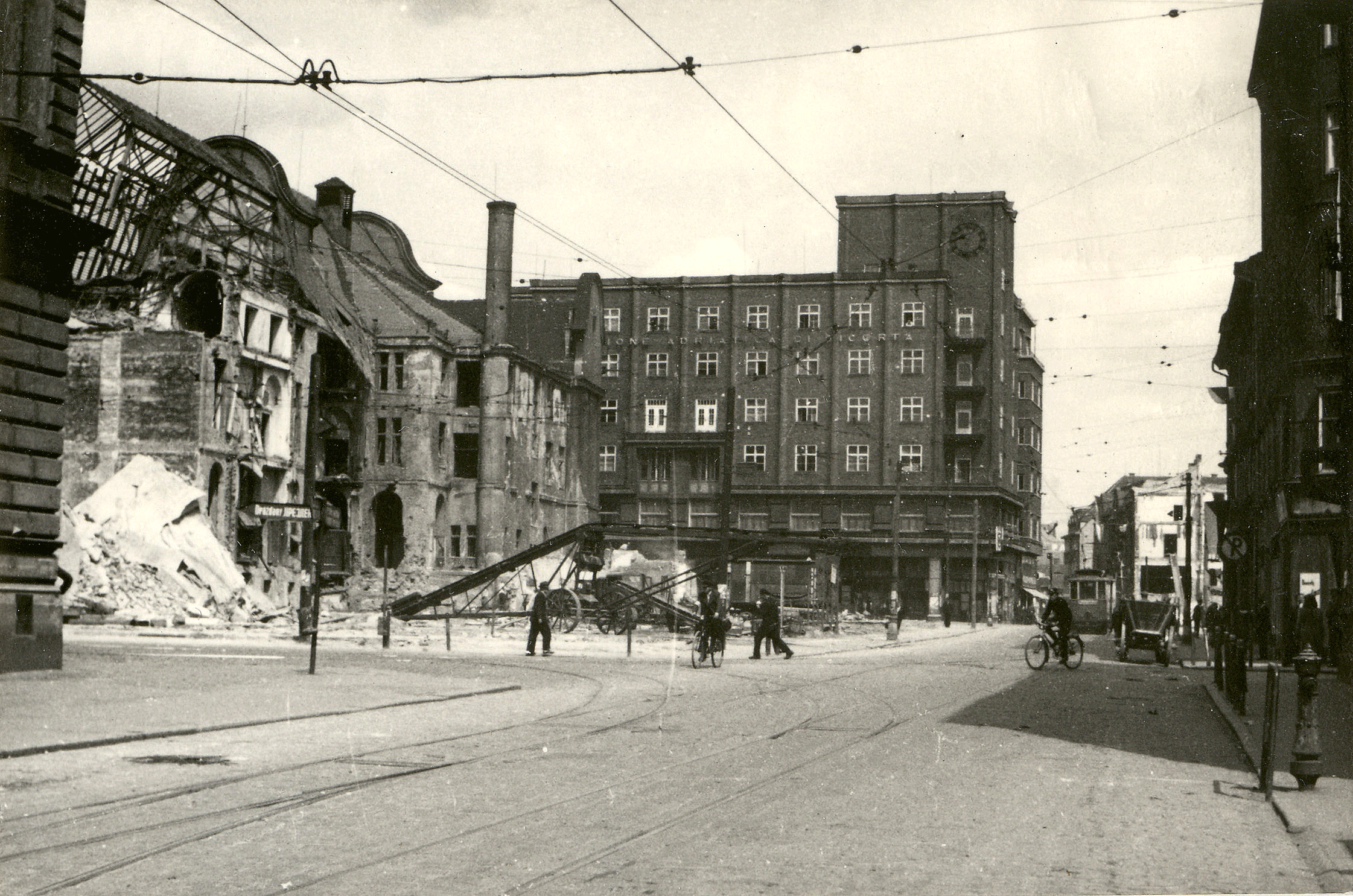
Vybombardované město v roce 1945. Na snímku viditelné tramvajové koleje, v pozadí i tramvaj

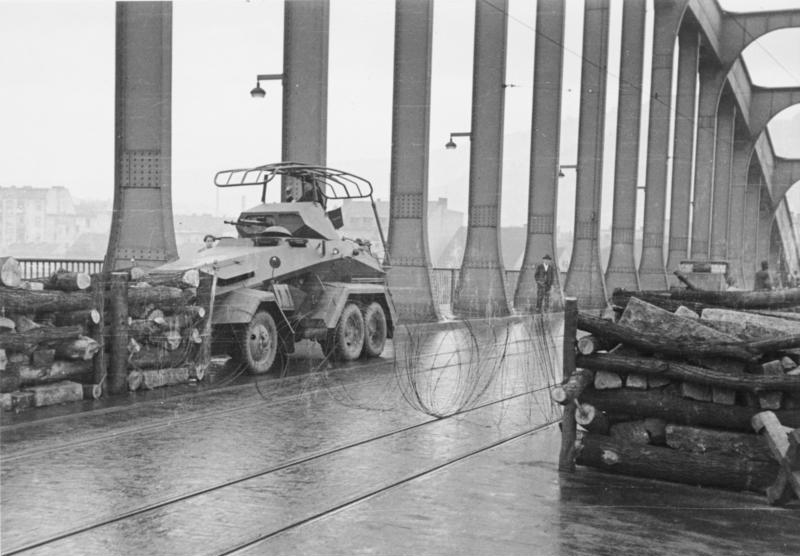
Zátarasy na mostě po předání města Německu, po mostě Edvarda Beneše byla vedena tramvajová trať

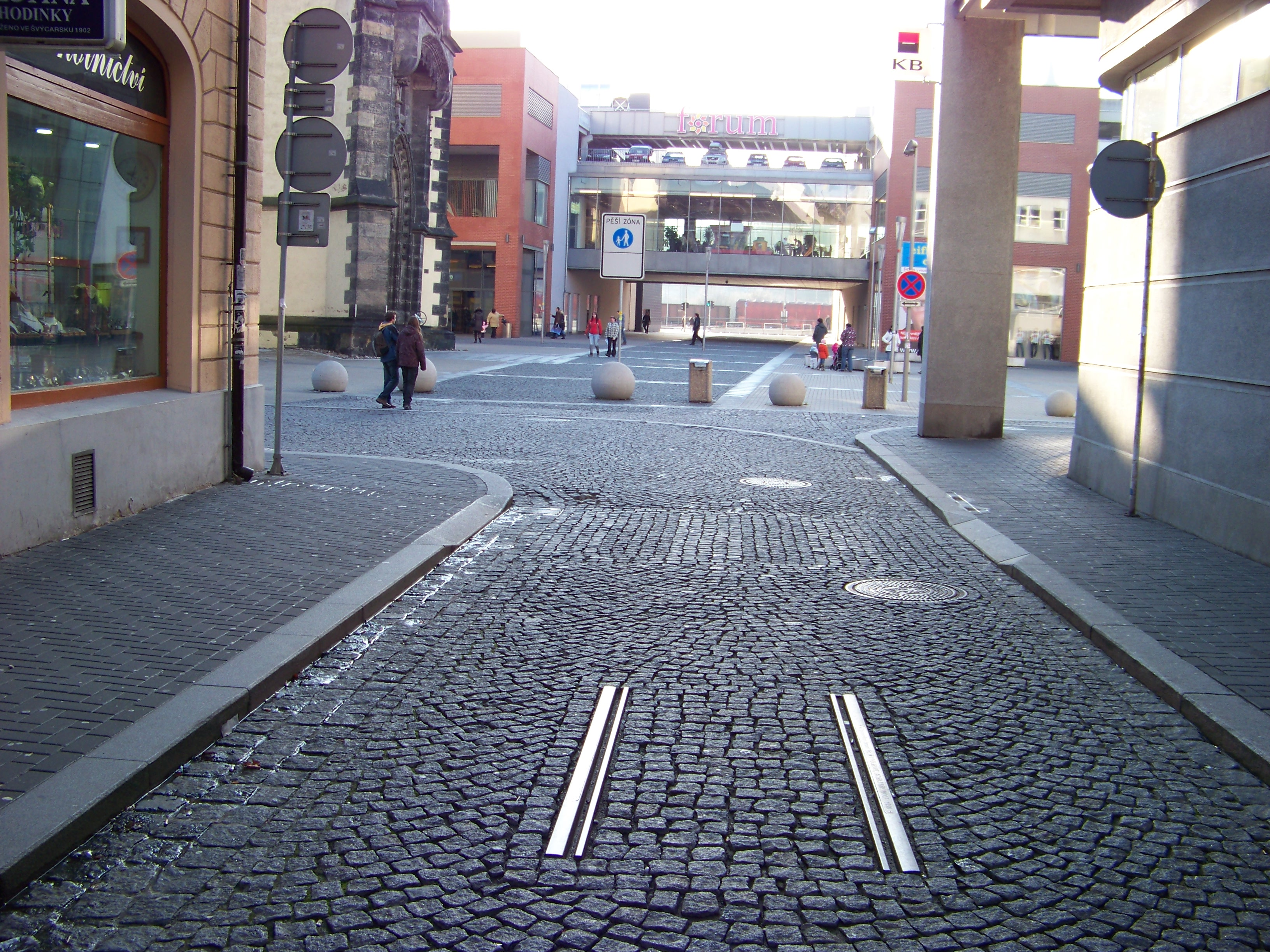
Památník tramvajovému provozu v Bílinské ulici

V severočeském krajském městě Ústí nad Labem byla mezi lety 1899 a 1970 v provozu tramvajová doprava.

## Historie

### Vznik provozu
Rozhodnutí o zřízení tramvajového provozu v Ústí nad Labem, které na přelomu 19. a 20. století procházelo bouřlivým rozvojem, padlo již v roce 1895. O rok později obdrželo město koncesi pro provoz tramvají. V roce 1898 uzavřelo město smlouvu o provozování tramvajové sítě se společností AEG, se kterou založilo společný podnik určený k tomuto účelu. Zanedlouho začaly stavební práce; první zkušební jízda ústeckých tramvají se konala 1. 6. 1899, pravidelný provoz byl zahájen 1. července téhož roku na dvou tratích. První vedla z Předlic přes střed města do Krásného Března, druhá linka začínala u divadla a končila u Klíšského potoka. Oba úseky (o rozchodu 1000 mm) byly jednokolejné s výhybnami a dohromady měřily přibližně 7,5 km. Vozovna byla situována na dnešním Špitálském náměstí.

### Rozvoj sítě
První změna v tramvajové síti nastala již v roce 1903, kdy došlo k prodloužení úseku od Klíšského potoka až na Bukov (přibližně o 1,5 km). O šest let později převzalo město společnost provozujicí tramvajovou dopravu, která změnila název na Elektrizitätswerk der Stadt Aussig (česky Elektrický podnik města Ústí). Tím také začal prudký rozvoj tramvají v Ústí. Ještě téhož roku byla prodloužena trať od divadla k hlavnímu nádraží. V roce 1912 poprvé vyjely tramvaje přes Bukov a Varvažov až za hranice Ústí do Telnice. O dva roky později byla dokončena stavba druhé koleje v úseku Divadlo – Bukov, kde byla rovněž vystavěna nová vozovna. V roce 1915 byla zprovozněna prodloužení po obou stranách tratě Předlice – Krásné Březno. Z Předlic tak dojely tramvaje až do Trmic, na druhé straně vedly koleje až do Neštěmic.
V roce 1917 obdržel provozovatel tramvají koncesi pro nákladní provoz. Díky tomu došlo k výstavbě mnoha vleček (především do roku 1922).
Ve 20. letech byly nejvytíženější tratě zdvojkolejňovány. Na některých konečných byly rovněž postaveny smyčky. Ve 2. polovině 20. let se tramvají dočkal Vaňov. V roce 1929 byla zprovozněna další trať vedoucí za hranice vlastního města. Tramvaje tak vyjely až do Chabařovic, kde končily u dnes již zbořeného evangelického kostela. O rok později byla zprovozněna okružní trať čtvrtí Klíše. V roce 1936 poprvé ústecké tramvaje překonaly Labe – byl totiž zahájen provoz na novém úseku vedoucím na Střekov. Těsně před druhou světovou válkou byla krátce prodloužena trať ve Vaňově. Tím prakticky skončil rozvoj sítě ústecké tramvajové dopravy. V roce 1937 dosahovala délka tramvajových tratí v Ústí nad Labem téměř 47 km. Šlo tak po Praze a Brně o třetí nejrozsáhlejší tramvajový provoz v Česku.
Konec války zastavil provoz tramvají i v Ústí. Po odstranění nejzávažnějších škod byl alespoň částečný provoz obnoven již v červnu 1945. Po opravě poškozených tratí se již nové nestavěly. Výjimkou byly přeložky a zdvojkolejňování hlavních úseků. V roce 1947 se v Ústí odehrála nejhorší tramvajová nehoda v dějinách Česka – 13. července havaroval na Bukově vinou problémů s brzdami plně obsazený motorový vůz sjíždějící z Telnice. Bilance této nehody byla tragická: 30 lidí zahynulo, těžce zraněných bylo 45, lehce 31.
V letech 1950 až 1955 byla vystavěna nová vozovna v Nových Předlicích. V 50. letech byly prováděny úpravy tramvajových tratí v centru města (např. zanikla spojka ulicí Jircháře). Roku 1951 se tramvají dočkalo i centrum Neštěmic (původní trať vedla ulicí Veslařskou jen k železničnímu přejezdu). 1. května 1953 byl zprovozněn poslední nový, tentokrát v celé délce dvojkolejný úsek ke střekovskému nádraží. Na konečných byly budovány smyčky (Bukov, Krásné Březno, Neštěmice, Všebořice), postaveny byly dvě nové měnírny, vozový park byl obnovován novými vozy.

### Zánik ústeckých tramvají
Prvním znakem útlumu bylo zrušení tratě do Telnice (v roce 1955) – vadila plánovanému hnědouhelnému dolu. O tři roky později ji následovala vaňovská trať. Přesto byly tramvaje stále uvažovány jako nosný systém MHD. Situace se změnila na začátku 60. let. Po "zralé úvaze" bylo rozhodnuto nahradit tramvaje autobusy. I přesto se rekonstruovaly a stavěly měnírny, kupovaly nové tramvaje nebo opravovaly důležité tramvajové křižovatky. V roce 1963 byla zrušena trať do Chabařovic (noční provoz až do roku 1964). V roce 1966 byl ukončen provoz na okružní trati ve čtvrti Klíše, o dva roky později zanikly tratě do Všebořic a do Střekova; zbyla tak jediná trať vedoucí z Trmic do Neštěmic s manipulační odbočkou k vozovně na Špitálském náměstí. Konec tramvají v ulicích Ústí nad Labem nastal v roce 1970. Nejprve byl na začátku roku zastaven provoz na koncových úsecích Předlice – Trmice a Krásné Březno – Neštěmice, rovněž byly odstaveny moderní čtyřnápravové tramvaje typu T2. 1. června byla zrušena i poslední trať Předlice – Krásné Březno, na které jezdily dvounápravové tramvaje s vlečnými vozy. O den později, 2. června 1970, proběhla poslední nostalgická jízda. Elektrický provoz MHD pak v Ústí nad Labem neexistoval až do 80. let, kdy zde byly zavedeny trolejbusy (v provozu od roku 1988).

## Vozový park
Při zahájení tramvajového provozu bylo k dispozici 16 motorových vozů vyrobených ve Štýrském Hradci; elektrickou výzbroj vyrobila společnost AEG. Vozový park byl průběžně rozšiřován především tramvajemi ze Štýrského Hradce. Na přelomu 20. a 30. let 20. století bylo dodáno 18 motorových vozů (Bovery) z vagónky Ringhoffer v Praze. Na začátku 50. let byly zakoupeny jednotné tramvaje 6MT určené pro úzký rozchod. Posledními novými vozy byly tramvaje Tatra T2 vyrobené v letech 1959–1961, kterých bylo dodáno celkem osmnáct. Ještě před definitním ukončením provozu tramvají v Ústí byly tyto poměrně nové vozy předány ostatním dopravním podnikům v Československu.

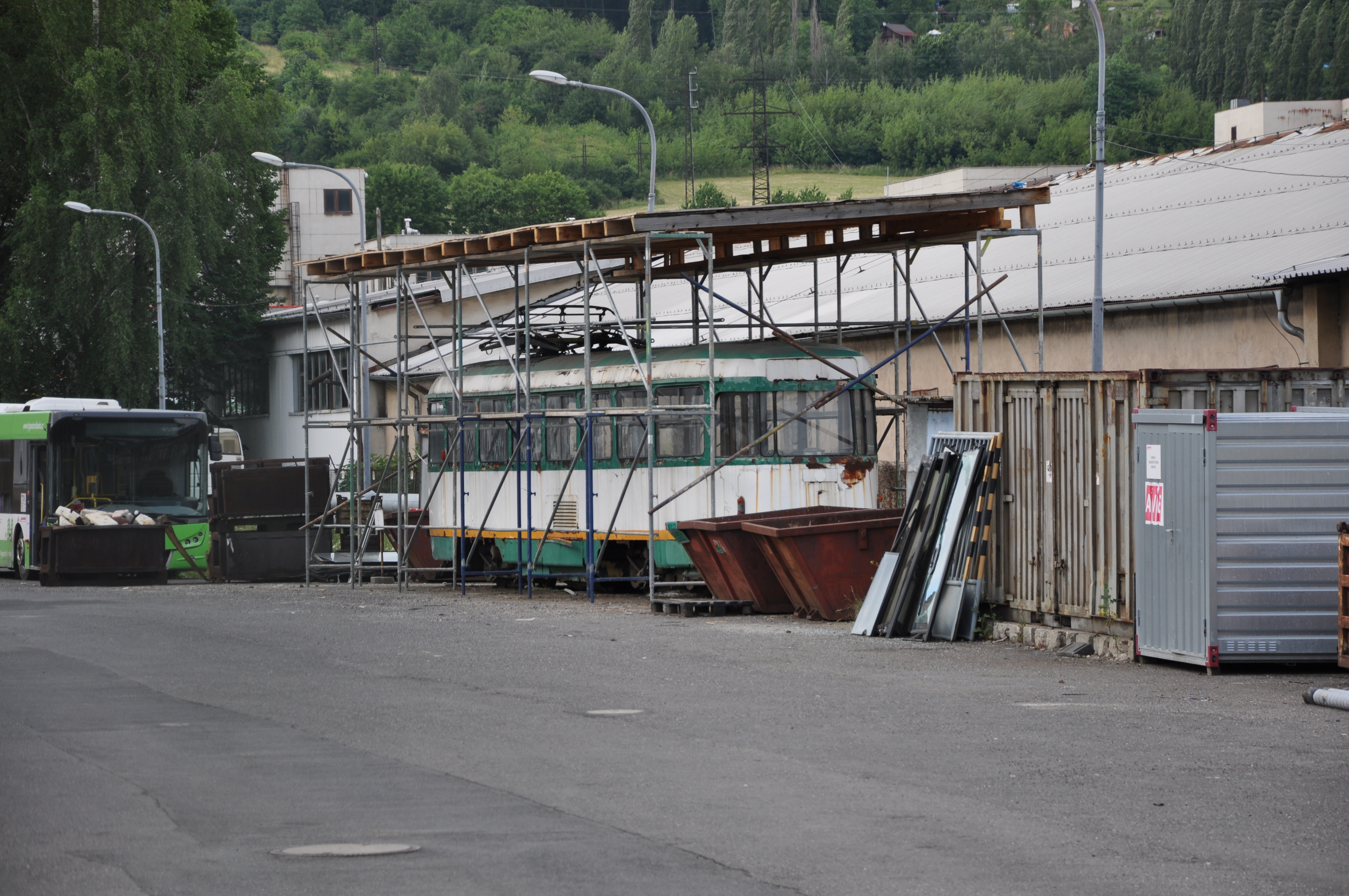
Původem ústecká tramvaj Tatra T2R odstavená ve vozovně Předlice

V Liberci provozuje místní Boveraclub původem ústecký dvounápravový tramvajový vůz ev. č. 78, který byl v Ústí nad Labem provozován v letech 1929–1969. Do současnosti se dochoval také jeden ústecký tramvajový vůz typu Tatra T2, rekonstruovaný na typ Tatra T2R. Jezdil v Ústí od roku 1960 až do zrušení tramvajového provozu v roce 1970, poté sloužil v Ostravě, později v Liberci. V roce 2007 byl vyřazen z provozu a přesunut zpět do Ústí nad Labem. Od té doby byl odstaven ve vozovně v Předlicích a chátral. Byly snahy z vozu udělat exponát obětem tramvajové nehody v roce 1947 či kavárnu. Návrhy na záchranu však byly pro nedostatek financí zamítnuty. V březnu 2023 zakoupil vůz Dopravní podnik měst Mostu a Litvínova, který ho převezl do Mostu s plánem jej zrenovovat do historické podoby.
V prosinci 2023 získalo Muzeum města Ústí nad Labem ústecký vlečný vůz č. 32, který do té doby sloužil jako zahradní chatka v Chabařovicích. Původně se jednalo o motorový vůz z německé vagónky Weyr dodaný v letech 1900/1901 do Krefeldu, kde byl v roce 1911 upraven na vlečný vůz. Roku 1924 jej zakoupil ústecký dopravce, který ho provozoval do roku 1966. Po renovaci má sloužit jako neprovozní exponát v průmyslové expozici muzea.